# Wang Aoran
Wang Aoran (chinesisch 王傲然, Pinyin Wáng Àórán; * 5. Februar 1997 in Dalian) ist ein chinesischer Tennisspieler.

## Karriere
Wang Aoran spielt hauptsächlich auf der ATP Challenger Tour und der ITF Future Tour. Sein Debüt im Doppel auf der ATP World Tour gab er im September 2014 bei den Shenzhen Open, wo er mit Ouyang Bowen ein Doppelpaar bildete. Sie verloren in der Auftaktrunde gegen Samuel Groth und Chris Guccione klar in zwei Sätzen.

## Erfolge
| Legende (Anzahl der Siege)  |
| Grand Slam                  |
| ATP World Tour Finals       |
| ATP World Tour Masters 1000 |
| ATP World Tour 500          |
| ATP World Tour 250          |
| ATP Challenger Tour (2)     |

### Doppel
| Nr. | Datum            | Turnier  | Belag     | Partner       | Finalgegner                       | Ergebnis  |
| --- | ---------------- | -------- | --------- | ------------- | --------------------------------- | --------- |
| 1.  | 21. Oktober 2023 | Shenzhen | Hartplatz | Gao Xin       | Mikalaj Haljak Markos Kalovelonis | 6:4, 6:2  |
| 2.  | 19. Oktober 2024 | Shenzhen | Hartplatz | Pruchya Isaro | Ray Ho Joshua Paris               | 7:64, 6:3 |